# Nenilinium asiaticum
Nenilinium asiaticum är en spindelart som beskrevs av Kirill Yeskov 1988. Nenilinium asiaticum ingår i släktet Nenilinium och familjen täckvävarspindlar. Inga underarter finns listade i Catalogue of Life.